# This Is How It Feels (Richard Ashcroft)
This Is How It Feels è una canzone del cantautore britannico Richard Ashcroft, pubblicata il 22 febbraio 2016 come primo singolo estratto dall'album These People, in uscita il 20 maggio 2016.